# ミラクルフルーツ
ミラクルフルーツ (学名: Synsepalum dulcificum; 英語: miracle fruit) は、西アフリカ原産のアカテツ科の果物。果実自体は甘くないが、次に食べた物を甘く感じさせる特徴を持つ。ミラクルベリー (miraculous berry) とも呼ばれる。
なお、英語の“miracle fruit”はクズウコン科のタウマトコックス・ダニエリ（Thaumatococcus daniellii、甘味成分のソーマチンを含む）、キョウチクトウ科（旧分類ではガガイモ科）のギムネマ（Gymnema sylvestre、甘味を麻痺させるギムネマ酸を含む）のことを指す場合もある。

## 概要

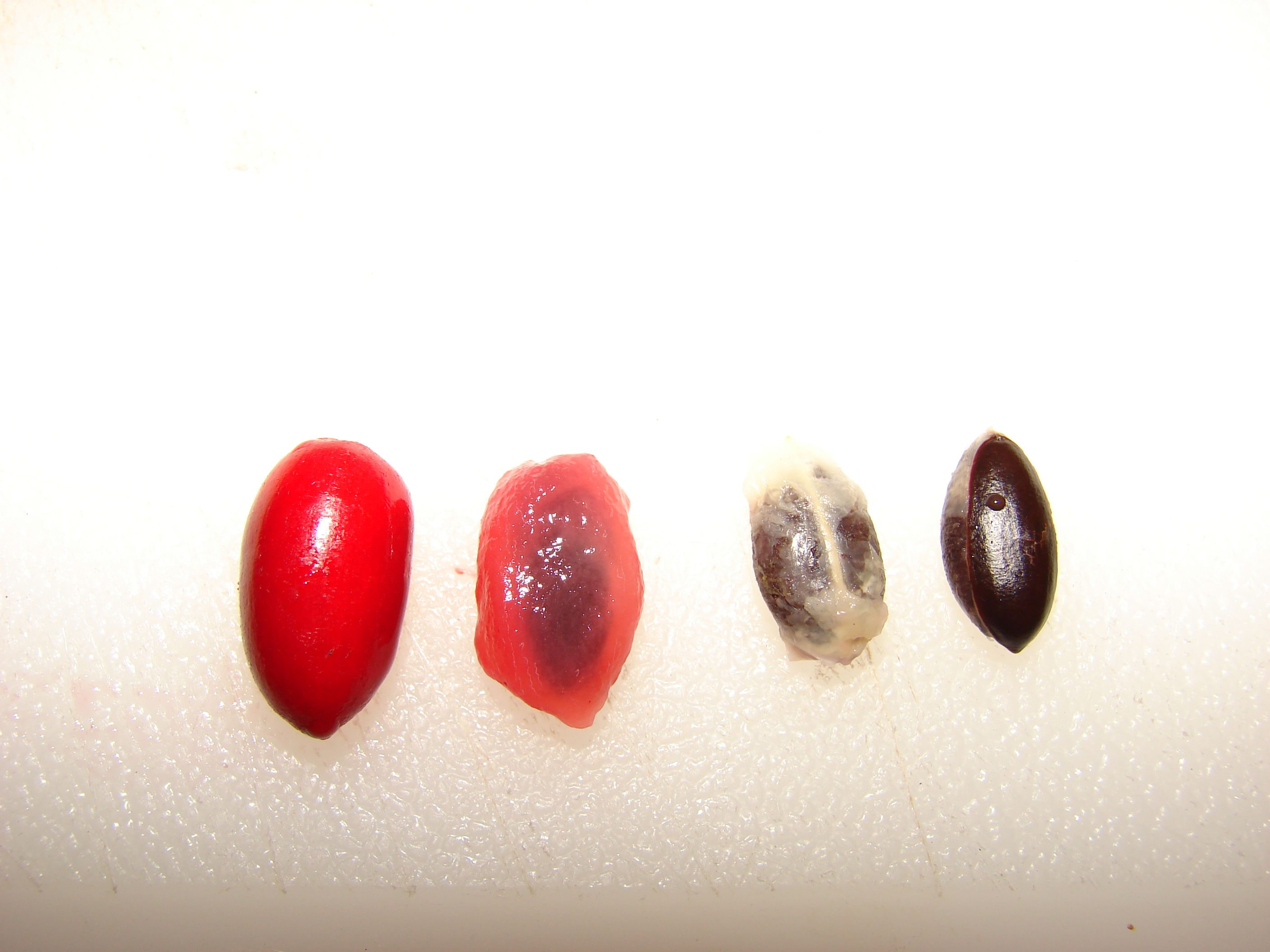
ミラクルフルーツの果実と果肉、種子

1725年、探検家のシュヴァリエ・デ・マルシェにより原産地である西アフリカで発見された。デ・マルシェは現地の人々が食事の前にこの果物を採って噛んでいる事から、ミラクルフルーツの存在に気付いたという。
ミラクルフルーツの木は常緑樹で、コーヒー豆ほどの大きさの小さな赤い果実を実らせる。木は現地では6m以上にもなるが、他所で栽培されたものは多くの場合1.5mにも満たない。花は白く、何ヶ月もの期間にわたり開花している。果実は年に2回、雨季の後に収穫可能である。
ミラクルフルーツの実自体は甘くないが、数本の糖鎖を持つ特殊な糖タンパク質であるミラクリンを含んでいる。この実を食べる（その際、果肉を舌にこすりつける様にするとよい）と、ミラクリン分子が舌の味蕾に結合し、次に食べた苦味や酸味のある食べ物（レモンやライムなど）および薬剤を甘く感じさせる。この効果は30分から2時間程度持続する。ミラクリン自体は甘味料ではなく、感じる甘味は後続の食べ物に左右される。

## 栽培・その他
ミラクルフルーツの木はpH4.5 - 5.8の弱酸性の土壌を好み、降霜の無い高湿度、一部日陰の環境で良く育つ。植物ホルモンを人為的に投与しない場合、発芽率は24%程度である。木が結実をみせるまでには播種から8 - 10年ほどを要するが、商用に栽培する場合にはこの期間を4年以内に抑えることもできる。
糖尿病患者のために、この果物から人工甘味料を作出する試みが為された事もあったという。しかしながらミラクリンは1974年にアメリカ食品医薬品局によって食品添加物に指定されており、市場に出すまでには巨額の研究資金と長期の安全性テストが要求される事となった。現在、少なくとも米国で1社が承認を目指してミラクリンの精製に取り組んでいる。

## 意味付け
この果実の持つ味に関する特異な性質の意味については、以下のような説がある。
一般に果物が甘いのは、それによって動物に食べられ、それによってその動物に種子の分散を行わせるものと考えられる。食われる果実の組織やそこに含まれる糖分などは植物にとっては損失であるが、これは種子散布のための投資と見ることができる。従って、十分な種子散布が見込める場合、当然ながらこの投資が少ない方が有利である。
そういった観点からこの植物を見た場合、果実には糖分がほとんど含まれないにもかかわらず、それを食べた後で他のものを食べるときに美味を感じることができる。つまりミラクルフルーツは、他の果実の自身に対する投資を、自分の種子散布の為の物として利用できるのである。